# Eurodryas zapateri
Eurodryas zapateri är en fjärilsart som beskrevs av Higgins 1950. Eurodryas zapateri ingår i släktet Eurodryas och familjen praktfjärilar. Inga underarter finns listade i Catalogue of Life.